# Nothoprocta pentlandii
Il tinamo delle Ande (Nothoprocta pentlandii (G.R.Gray, 1867)) è un uccello  della famiglia dei Tinamidi.

## Descrizione
Lunghezza: 25,5–30 cm.

Peso: 260-325 g.

## Distribuzione e habitat
La specie è presente in Ecuador meridionale, Perù, Bolivia occidentale, estremo Cile settentrionale, Argentina nord-occidentale e centrale.

## Sistematica
Sono note 7 sottospecie: 
- Nothoprocta pentlandii ambigua Cory, 1915 - diffusa in Ecuador meridionale e Perù nord-occidentale
- Nothoprocta pentlandii doeringi Cabanis, 1878 - diffusa in Argentina centrale
- Nothoprocta pentlandii fulvescens Berlepsch, 1902 - diffusa in Perù sud-orientale
- Nothoprocta pentlandii mendozae Banks & Bohl, 1968 - diffusa in Argentina centro-occidentale
- Nothoprocta pentlandii niethammeri Koepcke, 1968 - diffusa in Perù centro-occidentale
- Nothoprocta pentlandii oustaleti Berlepsch & Stolzmann, 1901 - diffusa in Perù centrale e meridionale
- Nothoprocta pentlandii pentlandii (Gray, GR, 1867) - diffusa in Bolivia occidentale, Argentina nord-occidentale e Cile settentrionale